# Koji Funamoto
Koji Funamoto (født 12. august 1942) er en japansk fodboldspiller.

## Japans fodboldlandshold
| Japans landshold | Japans landshold | Japans landshold |
| År               | Kmp              | Mål              |
| ---------------- | ---------------- | ---------------- |
| 1967             | 1                | 0                |
| 1968             | 1                | 0                |
| 1969             | 1                | 0                |
| 1970             | 1                | 0                |
| 1971             | 0                | 0                |
| 1972             | 5                | 0                |
| 1973             | 2                | 0                |
| 1974             | 0                | 0                |
| 1975             | 8                | 0                |
| Total            | 19               | 0                |